# Au-delà de mes limites
Albums de Rohff
La fierté des nôtres
(2004) Le Cauchemar du rap français : chapitre 1
(2007)
Singles
1. En mode
2. La puissance
3. Regretté
4. Starfuckeuze
5. Dirty Hous'

Au-delà de mes limites est le quatrième album studio du rappeur français Rohff, sorti le 28 novembre 2005 sur les labels Hostile Records et Delabel (EMI).

## Autour de l'album
Au-delà de mes limites est un album beaucoup plus tourné vers l'egotrip que ses prédécesseurs. Il s'agit du second double album du rappeur, après La fierté des nôtres, sorti en 2004. Cet album contient le clip La puissance, premier clip de rap français à être produit aux États-Unis. Le public en retiendra notamment le titre Regretté, un morceau de plus de huit minutes sans refrain parlant des disparus, et le titre En mode (paru l'année précédente sur la compilation Street Lourd Hall Stars).

## Clips vidéos
- 2005 : En mode [Clip Officiel]
- 2005 : La puissance [Clip Officiel]
- 2005 : Regretté, réalisé par Kader Ayd [Clip Officiel]
- 2006 : Starfuckeuze [Clip Officiel]
- 2007 : Dirty Hous' [Clip Officiel]

## Liste des pistes
Disque 1
| 1.    | Le cauchemar du rap français                    | LT Moe           | 03:22 |
| 2.    | La puissance                                    | J.R. Rotem       | 04:08 |
| 3.    | J'espère que                                    | Shabba et Dadoo  | 05:10 |
| 4.    | Tout se paye                                    | J.R. Rotem       | 03:18 |
| 5.    | Avec ou sans                                    | Havoc            | 05:04 |
| 6.    | Dis mon nom (feat. Jasmin Lopez)                | J.R. Rotem       | 03:44 |
| 7.    | Génération MacGyver : la débrouille (feat. TLF) | One Shot         | 04:35 |
| 8.    | La hass (Version 2)                             | Skread           | 05:22 |
| 9.    | Personne (feat. Humphrey)                       | J.R. Rotem       | 04:10 |
| 10.   | Premier sur l'ghetto                            | LT Moe           | 04:40 |
| 11.   | Bol d'air (feat. Vitaa et Jasmin Lopez)         | J.R. Rotem       | 04:35 |
| 12.   | Le pouvoir                                      | LT Moe           | 06:05 |
| 13.   | Le temps passe                                  | Sayd des Mureaux | 04:32 |
| 14.   | Arrête ta flûte                                 | Dazooma          | 04:40 |
| 15.   | Starfuckeuze                                    | Drum Majorz      | 05:11 |
| 16.   | Relation de merde                               | Snatch           | 07:08 |
| 75:52 |                                                 |                  |       |

Disque 2
| 1.    | Intro                                 | —                        | 01:34 |
| 2.    | Seul contre tous                      | Big Nas                  | 05:15 |
| 3.    | En mode                               | Spike Miller             | 03:22 |
| 4.    | En mode 2                             | Skread                   | 03:21 |
| 5.    | La violence                           | LT Moe                   | 04:57 |
| 6.    | Accepte-moi comme je suis             | LT Moe                   | 05:40 |
| 7.    | Le club des métaphores                | LT Moe                   | 04:43 |
| 8.    | Trop dangereux                        | J.R. Rotem               | 03:40 |
| 9.    | Bonhomme (feat. Ikbal Vockal)         | Sayd des Mureaux         | 03:58 |
| 10.   | J't'ai pas attendu (feat. Jam)        | Niglo                    | 05:54 |
| 11.   | Bonne journée                         | Bomb Deluxxx             | 07:30 |
| 12.   | Toujours                              | LT Moe                   | 05:30 |
| 13.   | Enculé de ton clash (feat. Soundkaïl) | Deug & Sagaboy et Kurzer | 06:49 |
| 14.   | Fumer un mec                          | Sayd des Mureaux         | 05:00 |
| 15.   | Regretté                              | Fred le magicien         | 10:21 |
| 77:41 |                                       |                          |       |

## Accueil commercial

### Classements
| Pays                         | Meilleure position |
| ---------------------------- | ------------------ |
| Belgique (Flandre Ultratop)  | —                  |
| Belgique (Wallonie Ultratop) | —                  |
| France (SNEP)                | 3                  |
| Suisse (Schweizer Hitparade) | 64                 |

### Certifications et ventes
| Région        | Certification | Ventes/Streams |
| ------------- | ------------- | -------------- |
| France (SNEP) | Platine       | 270 000        |

## Réédition
Une réédition de l'album nommée Au-delà de mes limites Classics est sortie le 16 avril 2007. Elle compte notamment les morceaux qui ont fait le plus de succès auprès du public, mais aussi un inédit (Dirty Hous'  en featuring avec Big Ali) et deux remix (Starf', remix de Starfuckeuze et La résurrection (Banlieue South Remix), remix du morceau paru sur la BO du jeu Scarface : The World is Yours).
L'album a été remixé à Miami et a suscité pas mal de critiques dû au fait qu'avant cet album, Rohff s'était toujours dit anti-américain dans les sonorités rap.
| No  | Titre                                  | Compositeur(s)   | Durée |
| --- | -------------------------------------- | ---------------- | ----- |
| 1.  | Dirty Hous' (feat. Big Ali)            | Wealstarr        |       |
| 2.  | La puissance                           | J.R. Rotem       |       |
| 3.  | Avec ou sans                           | Havoc            |       |
| 4.  | Tout se paye                           | J.R. Rotem       |       |
| 5.  | Bonne journée                          | Bomb Deluxxx     |       |
| 6.  | Arrête ta flûte                        | Dazooma          |       |
| 7.  | La hass                                | Skread           |       |
| 8.  | La violence                            | LT Moe           |       |
| 9.  | La résurrection (Banlieue South Remix) | Koudjo           |       |
| 10. | J'espère que                           | Shabba et Dadoo  |       |
| 11. | En mode                                | Spike Miller     |       |
| 12. | En mode 2                              | Skread           |       |
| 13. | Le pouvoir                             | LT Moe           |       |
| 14. | Le temps passe                         | Sayd des Mureaux |       |
| 15. | Starf'                                 | Koudjo           |       |
| 16. | Dis mon nom (feat. Jasmin Lopez)       | J.R. Rotem       |       |
| 17. | Trop dangereux                         | J.R. Rotem       |       |
| 18. | Seul contre tous                       | Big Nas          |       |
| 19. | Regretté                               | Fred le Magicien |       |